# Straßenmeisterei

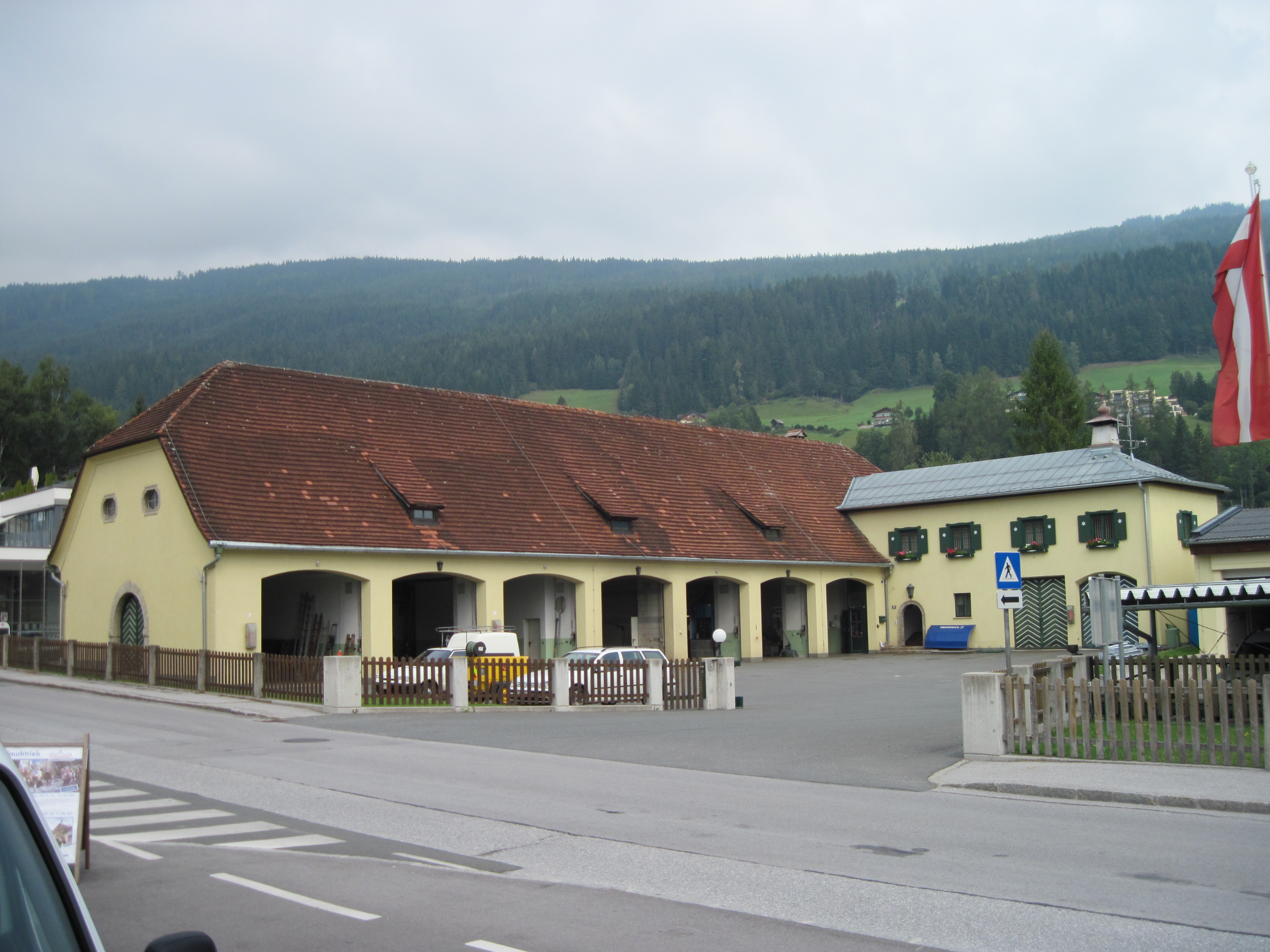
Eine Straßenmeisterei bei Radstadt in Österreich

Eine Straßenmeisterei (kurz SM) bzw. ein Werkhof (Schweizer Sprachgebrauch / nicht Bauhof) ist eine Nebenanlage einer Straße und dient als Standort für Personal, Material und Geräte, die für den Straßenbetriebsdienst auf klassifizierten Straßen notwendig sind. Zu ihren Kernaufgaben gehört es, Maßnahmen zur Straßenunterhaltung und zur sicheren Verkehrsabwicklung (Verkehrssicherungspflicht liegt bei den Meistereien) durchzuführen. Um eine optimale Versorgung des zu betreuenden Straßennetzes zu gewährleisten, liegt die Straßenmeisterei in der Regel im Zentrum ihres Zuständigkeitsgebietes. In der Geschichte wurden am Ende des 18. Jahrhunderts und Anfang des 19. Jahrhunderts in Deutschland Chausseehäuser oder im Sprachgebrauch der Schweiz und regional auch in Deutschland Wegerhäuser errichtet.

## Begriffsbestimmung
Neben der Straßenmeisterei gibt es auch die Autobahnmeisterei (kurz AM), die sich speziell dem Straßenbetriebsdienst auf Autobahnen widmet. In seltenen Fällen finden sich noch so genannte Brückenmeistereien, die sich primär um die Erhaltung, Überprüfung und den Bau kleiner Brückenbauten kümmern. Wird aufgrund von Einsparungsbestrebungen eine Straßenmeisterei mit einer Autobahnmeisterei zusammengelegt, spricht man von einer Mischmeisterei oder Straßen- und Autobahnmeisterei (kurz SAM). Im Zuge der Reform der Bundesfernstraßenverwaltung wird es ab 2021 nur noch reine Autobahn- und Straßenmeistereien geben. Die sogenannten SAM's werden dann weitgehend entflochten. Daneben gibt es noch die Brückenmeistereien, die speziell nur für die Überprüfung und Wartung der Brückenbauwerke zuständig ist.
Für den Straßenbetriebsdienst von Gemeindestraßen oder anderen untergeordneten Straßen und Wegen sind die kommunalen Bauhöfe zuständig.
Im Zuge von Umstrukturierungen wurde in Nordrhein-Westfalen am 1. Januar 2012 die so genannte Mastermeisterei, also eine übergeordnete Meisterei, eingeführt.

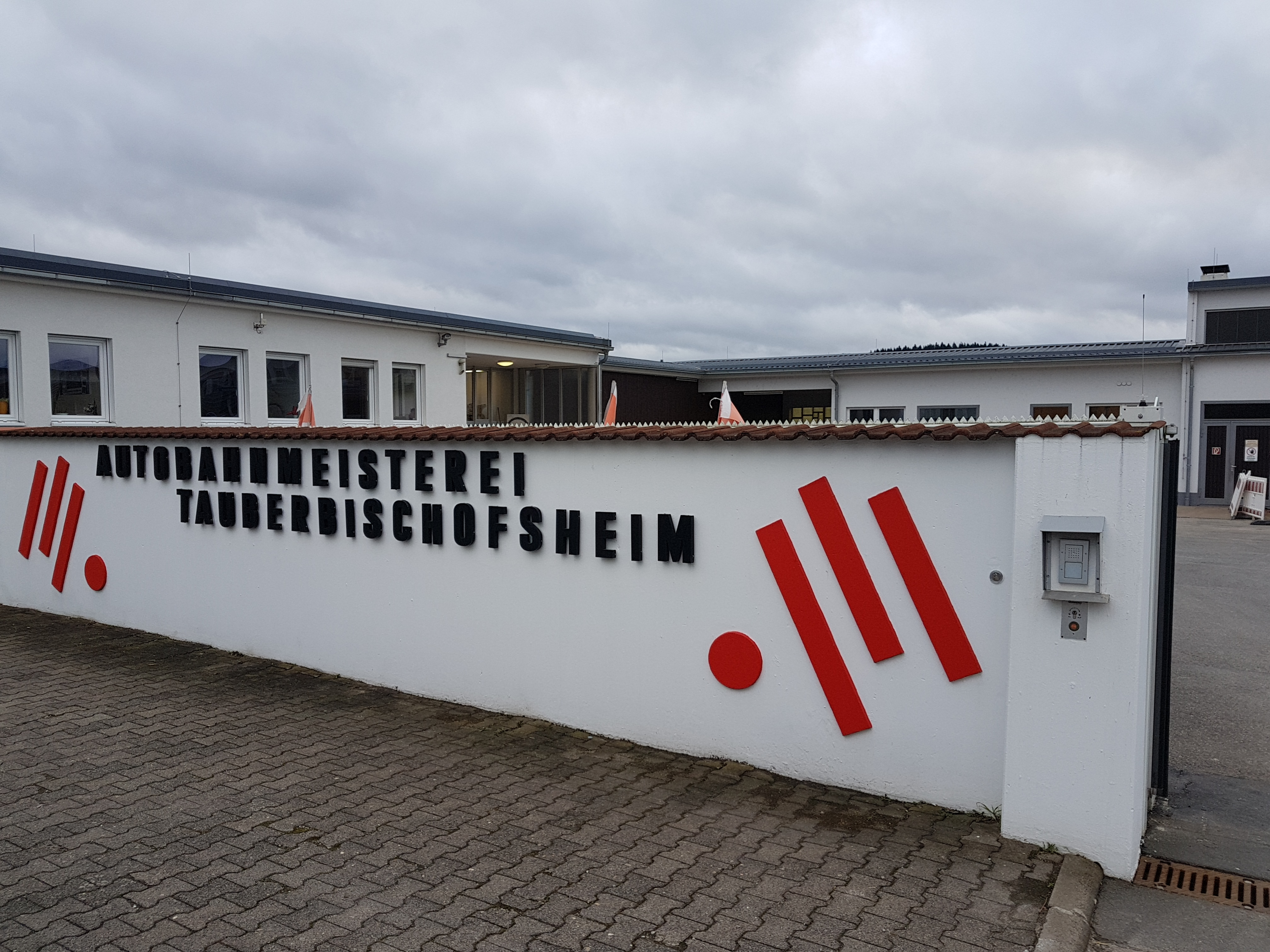
Autobahnmeisterei Tauberbischofsheim
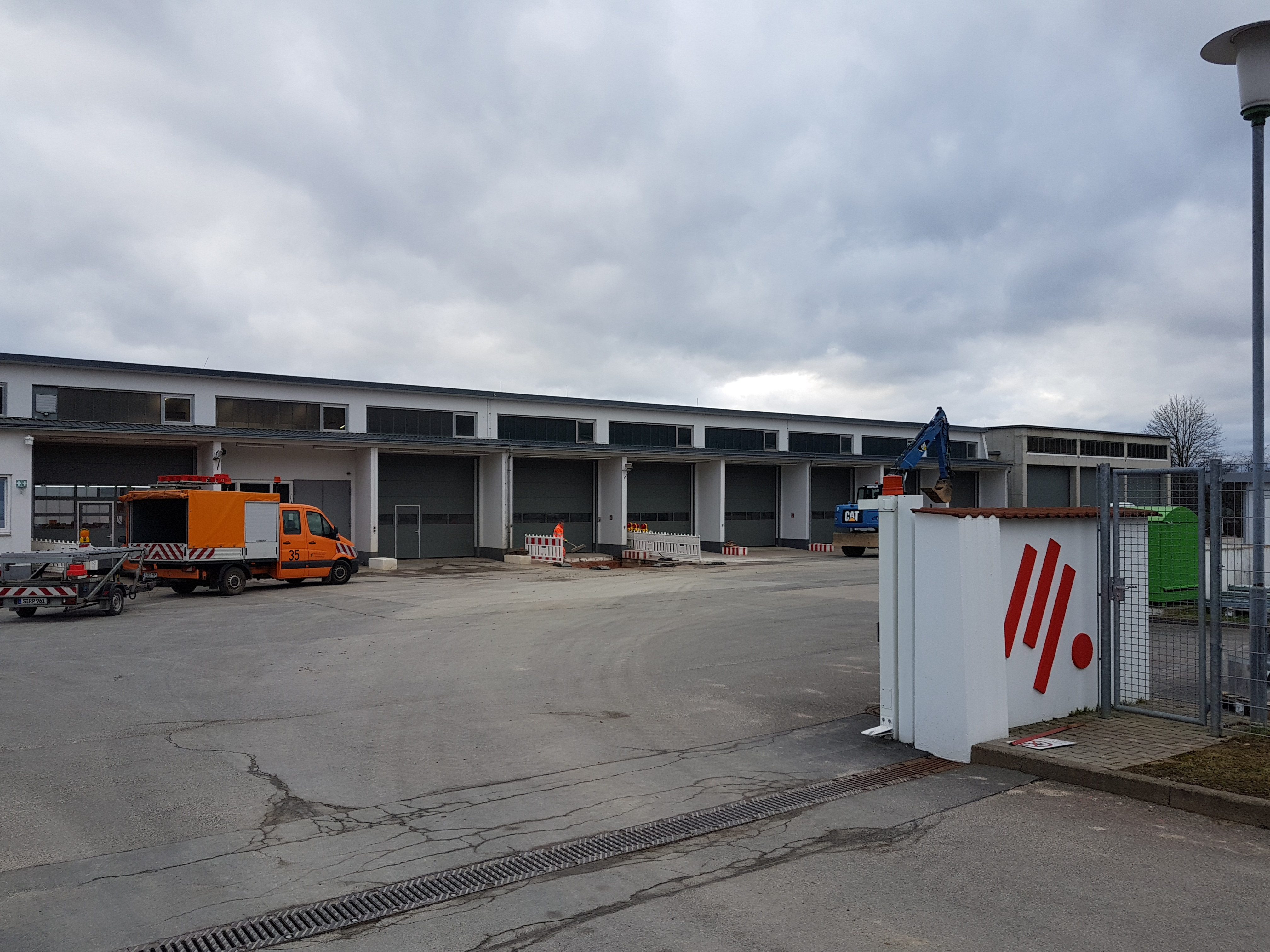
Bauhof einer Autobahnmeisterei in Deutschland
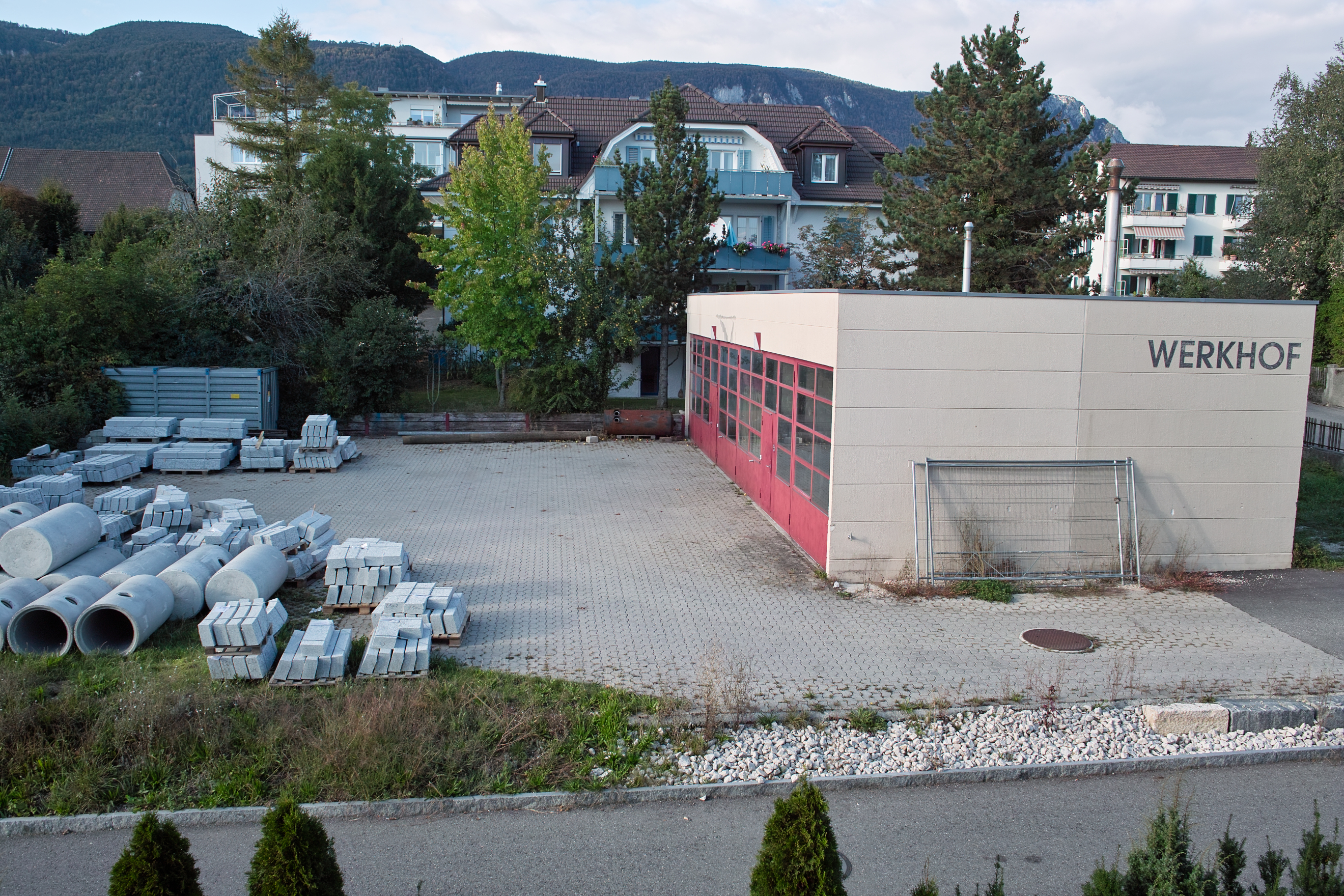
Kommunaler Werkhof in Langendorf, Schweiz

## Zahlen
In Deutschland gewährleisten etwa 180 Autobahnmeistereien und ungefähr 580 Straßenmeistereien die Aufrechterhaltung eines funktionierenden Straßennetzes. Die Autobahnmeistereien betreuen im Schnitt ca. 65 km Autobahn, die Straßenmeistereien 275 km Straße. Die Autobahnmeistereien gingen in ihrer Zuständigkeit im Zuge der Bundesfernstraßenreform zum 1. Januar 2021 an den Bund über (Die Autobahn GmbH des Bundes sowie das Fernstraßen-Bundesamt). Damit endete am 31. Dezember 2020 die sogenannte Auftragsverwaltung der Länder für die Autobahnen.
In Österreich sind die Straßenmeistereien für jene Landesstraßen, die schon immer unter Landesaufsicht standen, sowie für die ehemaligen Bundesstraßen zuständig. Für die Autobahnen und Schnellstraßen ist jedoch seit 2006 die ASFINAG verantwortlich. Ihr sind 42 Autobahnmeistereien unterstellt.
Das Schweizer Bundesamt für Strassen unterhält 45 Werkhöfe, die für den Straßenbetriebsdienst auf Autobahnen und Nationalstraßen zuständig sind. Die meisten Schweizer Gemeinden unterhalten eigene Werkhöfe, die Aufgaben wie den kommunalen Strassenunterhalt, den Winterdienst, die Straßenbeleuchtung und die Pflege von Grünanlagen bewältigen.

## Aufgaben

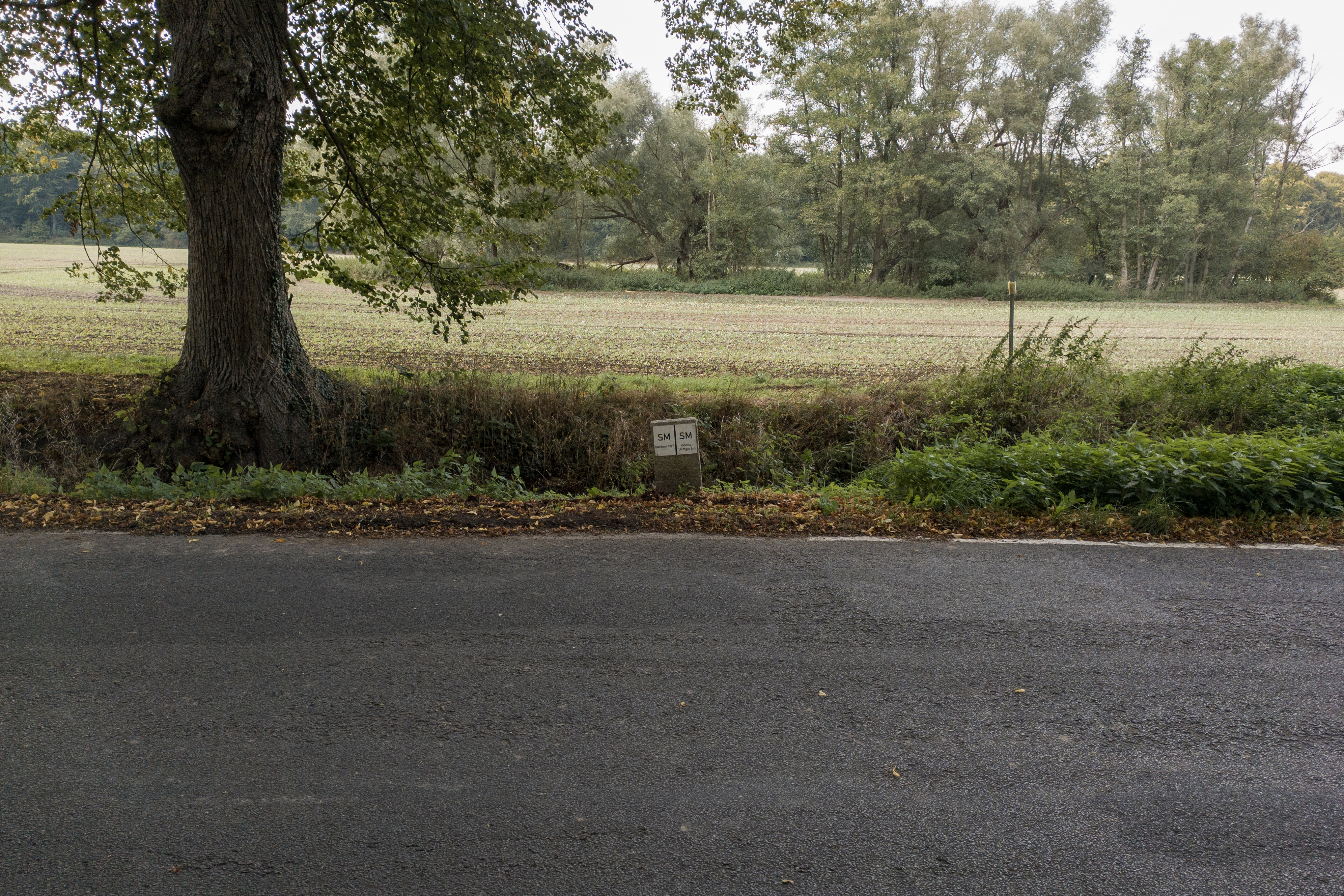
Markierung an der Zuständigkeitsgrenze zwischen zwei Straßenmeisterei-Bezirken in Mecklenburg-Vorpommern

Das weitläufige Aufgabenfeld der Straßen- und Autobahnmeisterei bzw. des Werkshofes umfasst folgende Punkte:
- Regelmäßige Streckenkontrolle und Wahrnehmung der Verkehrssicherungspflicht als hoheitliche Aufgabe
- Straßen- und Bauwerksunterhalt (z. B. Brücken)
- Durchführung der laufenden Beobachtung und Sichtprüfung der Ingenieurbauwerke gemäß DIN 1076
- Unfalldienst / Bearbeitung von Unfallschäden
- Notfallrufbereitschaft (24h)
- Winterdienst
- Instandhalten / Reinigen der Straßenausstattung
- Grün- und Gehölzpflege
- Durchführung von Baumkontrollen
- Unterhalt der Rast- und Parkplätze (ausgenommen Privatanlagen)
- Instandhaltung / Reinigung der Entwässerungseinrichtungen entlang der Strecke
- Wartung des betriebseigenen Fahrzeugparks
- Bauüberwachung bei unternehmensgeführten Baumaßnahmen
- Vertragsabwicklung und Vergabe von betrieblichen Erhaltungs- und Instandhaltungsarbeiten
- Sicherung von Arbeitsstellen
- Straßenverwaltung (Sondernutzung, Sonstige Nutzung, Anbau, Grenzfeststellungen /-legungen usw.)
- Betrieb von beweglichen Brücken und Tunneln
- Abwicklung und Bearbeitung der Verwaltungstätigkeiten (z. B. Kassenwesen, Schriftverkehr, Anfragen von Bürgern)
- Bearbeitung von Verkehrsbehördlichen Angelegenheiten sowie Teilnahme an Unfallkommissionen (Örtliche Unfalluntersuchung)
- Mitwirkung bei der Erstellung von Stellungnahmen zu Planungen Dritter (z. B. Bebauungspläne, Umbau von angrenzenden Verkehrsflächen)
- Mitwirkung bei Erstellung von Genehmigungen für Verlegungen von Versorgungsleitungen sowie Überwachung der damit verbundenen Arbeiten

Während der COVID-19-Pandemie in Österreich wurden Mitarbeiter der niederösterreichischen Straßenmeistereien zur Unterstützung an den Grenzübergängen und zur Auslieferung von Schutzkleidung eingesetzt.

## Personal und Organisation
Zum Personal einer Autobahn- oder Straßenmeisterei bzw. eines Werkhofs (nicht Bauhof) gehören in der Regel der Leiter (z. B. als Bauingenieur) als Straßenmeister und sein Stellvertreter sowie eine Reihe von Fachkräften, die für den Straßenbetrieb, die Werkstatt und die Verwaltung verantwortlich sind. Für den Straßenbetrieb kommen weitgehend Straßenwärter bzw. Fahrzeugführer (schweizerisch Chauffeure) zum Einsatz. In der Werkstatt werden Kfz-Mechatroniker beschäftigt, die sich um die Wartung der Fahrzeuge, Maschinen und Gerätschaften kümmern. Bei vielen Betrieben ist der Meisterei bzw. dem Werkhof zudem eine Verwaltung mit Verwaltungsangestellten, technischen Mitarbeitern (TM-Strassenwärter-meister) und Bauwarten angeschlossen.
Die Zahl der Fachkräfte orientiert sich an der Bedeutung der Meisterei bzw. an der Größe des Zuständigkeitsbereichs. Im Mittel sind bei einer Meisterei bzw. einem Werkhof etwa 20 bis 60 Mitarbeiter (ohne kommunale Werkhöfe in der Schweiz) beschäftigt.

## Einrichtungen

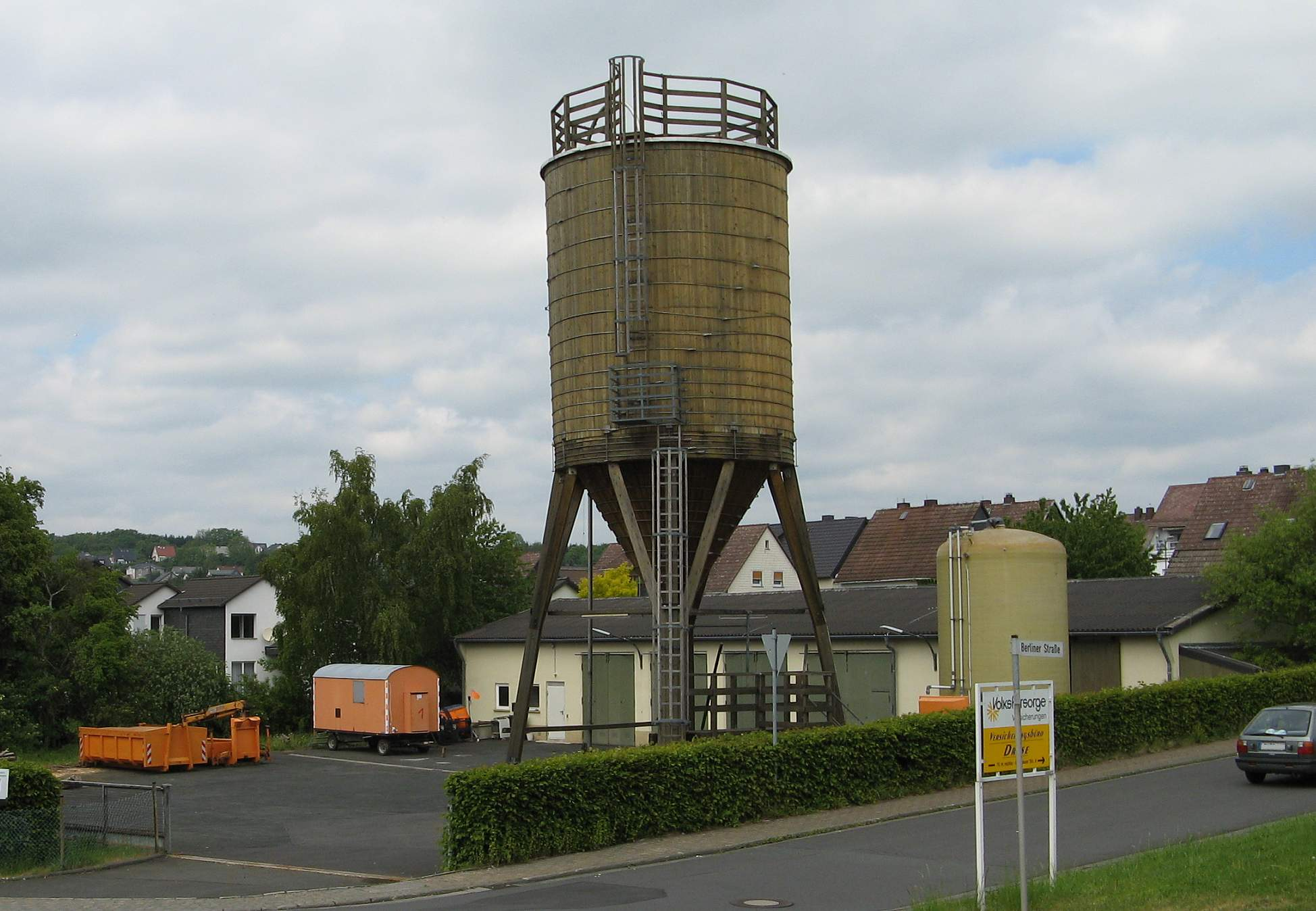
Feuchtsalzlager einer Straßenmeisterei in Deutschland

Zur Straßen- oder Autobahnmeisterei können folgende betriebliche Einrichtungen gehören:
- Verwaltungsbereich (Büro- und Besprechungsräume)
- Aufenthalts- und Sanitärräume für Beschäftigte
- Abstellhallen für Groß- und Kleinfahrzeuge sowie Geräte
- Waschhalle
- Werkstatt (Schilder- und Kfz-Werkstatt)
- Tankstelle
- Lager
- Salzhalle /-silos
- Stützpunkte